# Янеша (язык)
Янеша (Amage, Amagues, Amaje, Amajo, Amoishe, Amueixa, Amuese, Amuesha, Amuetamo, Lorenzo, Omage, Yanesha’) — индейский язык, на котором говорит народ янеша, который проживает на истоках рек Пачитеа и Перене, в западных джунглях, региона Хунин, а также в западной и центральной частях региона Паско в Перу. Самоназвание языка янеша — Yanešač̣ — буквально означает «мы люди».
Из-за влияния и господства Империи Инков в янеша присутствует много заимствованных слов из кечуанских языков, в том числе некоторый основной словарный запас. Возможно, янеша также находится под влиянием системы гласных кечуа, так что сегодня в янеша имеется система из трёх гласных, а не из четырёх, которая типична для родственных аравакских языков.
Алфавит (2008): A a, B b, B̃ b̃, C c, C̃ c̃, Ch ch, C̈h c̈h, E e, Ë ë, G g, Hu hu, U u, J j, Ll ll, M m, M̃ m̃, N n, Ñ ñ, O o, P p, P̃ p̃, Qu qu, R r, Rr rr, S s, Sh sh, T t, T̃ t̃, Ts ts, Y y.
Алфавит, утверждённый властями Перу в 2015 году: A a, B b, Bh bh, Ch ch, Xh xh, E e, Ë ë, G g, J j, K k, Kh kh, Ll ll, M m, Mh mh, N n, Ñ ñ, O o, P p, Ph ph, R r, Rr rr, S s, Sh sh, T t, Th th, Ts ts, W w, Y y.